# متحف الشارقة العلمي
متحف الشارقة العلمي أحد متاحف إمارة الشارقة في الإمارات العربية المتحدة، يتبع هيئة الشارقة للمتاحف، تم إنشائه عام 1996، ويعد متحفًا تعليميًا يستهدف طلاب المدارس والجامعات، ويضم المتحف معروضات بشرية حقيقية تزيد على 60 معروضًا، من بينها قلب ورئة ودماغ وهيكل عظمي.

## افتتاح متحف الشارقة العلمي
تم افتتاح المتحف العلمي في الشارقة في العام 1996 وهو يمنح العائلة بكل أفرادها فرصة اكتشاف الطبيعة من خلال الأنشطة التفاعلية التي تُناسب جميع الأعمار والتي يتم تنفيذها بطريقة مرنة وحيوية تحظى بالقبول والإعجاب من المشاركين فيها.

## الموقع
يقع المتحف في منطقة الآبار، على امتداد شارع الشيخ راشد بن صقر القاسمي بالاتجاه إلى هيئة الشارقة للإذاعة والتلفزيون

## أقسامه
ويتكون المتحف من قسمين: الأول هو قسم قاعة المعروضات وتضم أكثر من 60 عرض تفاعلي، والقسم الثاني المركز التعليمي ويعنى بتنظيم ورش العمل ويتيح للزوار فُرص الاطلاع على مختلف مجالات العلوم والتكنولوجيا.

## وصلات خارجية
- الموقع الرسمي لهيئة الشارقة للمتاحف